# Trường Đại học Trà Vinh
Trường Đại học Trà Vinh (tiếng Anh: Tra Vinh University - TVU) là một trường đại học công lập đa ngành, tọa lạc tại thành phố Trà Vinh, tỉnh Trà Vinh, Việt Nam. Trường được thành lập vào năm 2006 trên cơ sở sáp nhập Trường Cao đẳng Sư phạm Trà Vinh và Trường Cao đẳng Cộng đồng Trà Vinh, hiện trực thuộc Ủy ban nhân dân tỉnh Trà Vinh.

## Lịch sử

#### Lịch sử phát triển
Trường Đại học Trà Vinh tiền thân là trường Cao đẳng Cộng đồng Trà Vinh, được thành lập ngày 3 tháng 8 năm 2001, trên cơ sở triển khai Dự án Cao đẳng Cộng đồng Việt Nam - Canada do Cơ quan Phát triển Quốc tế của Canada (CIDA), Hiệp hội Cao đẳng Cộng đồng của Canada (ACCC), một số Viện/trường của Canada như Viện Khoa học và Kỹ thuật Ứng dụng tỉnh Saskatchewan (SIAST), Viện Hàng hải (MI), Viện Kỹ thuật Nông nghiệp tỉnh Québec (ITA) và trường Đại học - Cao đẳng Malaspina (MUC) và Chính phủ Việt Nam đồng tài trợ về tài chính và kỹ thuật. Sau đó, trường sáp nhập thêm trường Dạy Nghề và Trung tâm Giáo dục Thường xuyên tỉnh Trà Vinh.
Sau 5 năm triển khai thành công Dự án Cao đẳng Cộng đồng Việt Nam – Canada do chính phủ Canada và Chính phủ Việt Nam đồng tài trợ, cùng với nhu cầu cấp thiết về phát triển giáo dục và đào tạo của tỉnh nhà cũng như nhu cầu về nguồn nhân lực thực hiện chiến lược phát triển kinh tế, văn hóa, xã hội khu vực Đồng bằng sông Cửu Long và cả nước. Ngày 19 tháng 6 năm 2006, Thủ tướng Chính phủ đã ký Quyết định số 141/QĐ-TTg nâng cấp trường Cao đẳng Cộng đồng Trà Vinh thành trường Đại học Trà Vinh và trở thành một trong những trường đại học CÔNG LẬP trong hệ thống giáo dục đại học Việt Nam.
Ngày 28 tháng 4 năm 2011, Thủ tướng Chính phủ đã ký Quyết định số 639/QĐ-TTg sáp nhập trường Cao đẳng Sư phạm Trà Vinh vào trường Đại học Trà Vinh.
Ngày 13/04/2017 - TVU là trường đại học đầu tiên trực thuộc tỉnh được Thủ tướng Chính phủ phê duyệt Đề án thí điểm đổi mới cơ chế hoạt động của trường, với mục tiêu của đề án là phát triển trường Đại học Trà Vinh thành trường Đại học định hướng ứng dụng theo các chuẩn mực khu vực và quốc tế; hoạt động tự chủ gắn với trách nhiệm bảo đảm các đối tượng chính sách, đối tượng thuộc hộ nghèo có cơ hội học tập, nghiên cứu tại trường.
Ngày 14/11/2022, PGS.TS. Phạm Tiết Khánh, Chủ tịch Hội đồng Trường Đại học Trà Vinh ký Quyết định số 31/QĐ-HĐT về việc thành lập Trường Kinh tế, Luật thuộc Trường Đại học Trà Vinh trên cơ sở Khoa Kinh tế, Luật và Khoa Quản lý nhà nước, Khoa Quản trị văn phòng.
Ngày 27/01/2023 Trường Ngôn ngữ - Văn hóa - Nghệ thuật Khmer Nam Bộ và Nhân văn thuộc Trường Đại học Trà Vinh được thành lập theo Quyết định số 03/QĐ-HĐT, của Hội đồng trường Trường Đại học Trà Vinh trên cơ sở hợp nhất ba đơn vị: Khoa Ngôn ngữ - Văn hóa - Nghệ thuật Khmer Nam Bộ, Khoa Ngoại ngữ và Khoa Sư phạm.
Ngày 29/12/2023, GS.TS. Phạm Tiết Khánh, Chủ tịch Hội đồng Trường Đại học Trà Vinh ký Quyết định số 13/QĐ-HĐT về việc thành lập Trường Y-Dược thuộc Trường Đại học Trà Vinh trên cơ sở Khoa Y-Dược và Khoa Răng hàm mặt.

## Cơ sở vật chất
Với tổng diện tích gần 53 ha, Đại học Trà Vinh gồm các công trình: khối các phòng, khoa, viện, trung tâm, Trường Thực hành Sư phạm, Ký túc xá, Thư viện, Giảng đường, Khu thực hành – thí nghiệm, nhà học…, đã được lãnh đạo trung ương cùng với lãnh đạo địa phương chủ trương phê duyệt các dự án đầu tư xây dựng, một số đã hoàn thành và chính thức đưa vào sử dụng cùng với việc mua sắm trang thiết bị đồng bộ và một số công trình đang được xúc tiến. Nhìn chung, cơ sở vật chất, trang thiết bị cơ bản đã đáp ứng tốt được yêu cầu cho công tác đào tạo của nhà trường.
Khuôn viên trường được phân tán tại nhiều địa điểm với nhiều cơ sở phục vụ cho một hoặc một số chức năng đào tạo, nghiên cứu, kinh doanh hoặc chuyển giao công nghệ tọa lạc tại Trà Vinh.

#### Khu I: Số 126 Nguyễn Thiện Thành – Khóm 4, Phường 5, Tp Trà Vinh, Tỉnh Trà Vinh
- Cơ sở chính
- Bệnh viện Đại học Trà Vinh
- Ký túc xá

#### Khu II: Số 105 Kiên Thị Nhẫn, P7, Tp Trà Vinh, tỉnh Trà Vinh
- Trung tâm Ngoại ngữ - Tin học Victory
- Trung tâm Nghiên cứu Khoa học và Sản xuất Dịch vụ (CSP)
- Trung tâm Nghiên cứu ứng phó biến đổi khí hậu và hỗ trợ phát triển cộng đồng (CRCS)

#### Khu IV: Số 227, Đường Phạm Ngũ Lão, Khóm 4, Phường 1, Tp Trà Vinh, tỉnh Trà Vinh
- Trường Thực hành Sư phạm (TVLS)

## Chương trình đào tạo
Đại học Trà Vinh là trường đại học công lập, thuộc khu vực Đồng bằng sông Cửu Long, được Bộ Giáo dục và Đào tạo cấp phép tuyển sinh toàn quốc với 41 ngành sau đại học (10 ngành bậc tiến sĩ, 27 ngành bậc thạc sĩ, và 9 ngành đào tạo chuyên khoa cấp I, 01 ngành đào tạo chuyên khoa cấp II ), 54 ngành bậc đại học và 01 ngành bậc cao đẳng (Cao đẳng Giáo dục mầm non), Trong đó, các ngành nghề tuyển sinh đại học thuộc 13 nhóm ngành:
-        Nhóm ngành Nông nghiệp – Thủy sản
-        Nhóm ngành Kỹ thuật & Công nghệ
-        Nhóm ngành Khoa học sức khỏe
-        Nhóm ngành Ngoại ngữ
-        Nhóm ngành Sư phạm
-        Nhóm ngành Lý luận chính trị
-        Nhóm ngành Kinh tế - Luật
-        Nhóm ngành Du lịch - Nhà hàng - Khách sạn
-        Nhóm ngành Quản lý nhà nước, Quản trị văn phòng
-        Nhóm ngành Ngôn ngữ - Văn hóa – Nghệ thuật Khmer Nam Bộ
-        Nhóm ngành Hóa học
-        Nhóm ngành công tác xã hội, thể dục thể thao và khoa học ứng dụng
-        Nhóm ngành môi trường

## Chất lượng đào tạo

### Bảng xếp hạng

#### WURI Ranking
Trường Đại học Trà Vinh xếp hạng 71 trong Top 100 của WURI Ranking 2021 trường có ảnh hưởng và đóng góp tích cực cho xã hội. Đồng thời, xếp thứ 17 (tăng 7 bậc so với trước đây) lọt vào trong Top 50 về giá trị của khởi nghiệp, đổi mới sáng tạo và hạng 48 trong Top 50 về mở rộng hợp tác và chương trình trao đổi sinh viên quốc tế, cơ hội giao lưu học tập sinh viên giữa các cơ sở giáo dục ngoài nước.
Năm 2022, tại hội nghị trực tuyến do Liên minh các trường đại học thế giới, World’s Universities with Real Impacts (WURI) vừa công bố Trường Đại học Trà Vinh xếp hạng 62 trong Top 100 của WURI Ranking 2022 trường có ảnh hưởng và đóng góp tích cực cho xã hội. Đồng thời, xếp thứ 15 trong Top 50 về giá trị của khởi nghiệp, đổi mới sáng tạo, hạng 47 trong Top 50 về mở rộng hợp tác và trao đổi sinh viên quốc tế, cơ hội giao lưu học tập sinh viên giữa các cơ sở giáo dục ngoài nước và xếp hạng 22 trong Top 50 về kết nối mở, chuyển đổi số và các ứng dụng tích hợp.
Ngày 15-17/5/2023, Tại hội nghị trực tuyến do Liên minh các trường đại học thế giới, World’s Universities with Real Impacts (WURI) vừa công bố Trường Đại học Trà Vinh xếp hạng 43 trong Top 100 của WURI Ranking 2023 trường có ảnh hưởng và đóng góp tích cực cho xã hội. Đồng thời, xếp thứ 11 trong Top 50 về giá trị của khởi nghiệp, đổi mới sáng tạo (Entrepreneurial Spirit); xếp thứ 34 trong Top 50 về mở rộng hợp tác và trao đổi sinh viên quốc tế, cơ hội giao lưu học tập sinh viên giữa các cơ sở giáo dục ngoài nước (Student Mobility and Openness),  xếp thứ 18 trong Top 50 về kết nối mở, chuyển đổi số và các ứng dụng tích hợp (Fourth Industrial Revolution), xếp thứ 29 trong top 50 về quản lý các giá trị phát triển bền vững (Crisis Management), xếp thứ 49 trong top 50 về giá trị đạo đức (Ethical Value) và xếp thứ 45 trong top 50 về ứng dụng khoa học, công nghệ (Industrial Application).

#### AD Scientific Index - Chỉ số khoa học
Theo kết quả của AD Scientific Index 2023 - một trong những hệ thống xếp hạng danh giá nhất thế giới về chỉ số khoa học và xếp hạng các trường đại học trên thế giới, với 20.444 viện, trường đại học đến từ 217 quốc gia tham gia xếp hạng. Trường Đại học Trà Vinh (TVU) xếp hạng 37 trong hơn 120 trường đại học tại Việt Nam. Điều này là một thành tích đáng chú ý cho TVU, một trường đại học trẻ được thành lập từ năm 2006.

#### Bảng xếp hạng đại học Việt Nam 2024 (VNUR-2024, Viet Nam's University Rankings)
Ngày 19/1/2024, nhóm nghiên cứu độc lập do GS Nguyễn Lộc và 5 cộng sự đã công bố xếp hạng đại học Việt Nam lần thứ 2. Lần đầu tiên bảng xếp hạng ra mắt vào năm 2023. Theo đó Trường Đại Học Trà Vinh được xếp hạng 88 trong Top 100, với tổng số điểm là 41.51

### Kiểm định chất lượng
Từ rất sớm, năm 2006, Trường là đơn vị đầu tiên trong tỉnh sử dụng hệ thống kiểm định chất lượng ISO 9001-2000 như một công cụ để quản lí chất lượng, đến nay đã trải qua các phiên bản ISO 9001-2008, ISO 9001-2015
Trường đã đạt chuẩn kiểm định chất lượng giáo dục cấp cơ sở giáo dục theo tiêu chuẩn mới của Bộ GD&ĐT, và đạt chuẩn kiểm định chất lượng giáo dục quốc tế. Hiện tại, Trường ĐH Trà Vinh là trường ĐH tốp đầu ở ĐBSCL có nhiều chương trình đạt kiểm định chất lượng giáo dục quốc tế theo chuẩn chất lượng AUN-QA, FIBAA, ABET với 13 chương trình đã kiểm định chất lượng giáo dục quốc tế, trong đó 05 chương trình đào tạo đạt chuẩn chất lượng giáo dục quốc tế AUN-QA là: Nông nghiệp, Thủy sản, Thú y thuộc Khoa Nông nghiệp Thủy sản; Điều dưỡng thuộc Khoa Y Dược; Ngôn ngữ Khmer thuộc Khoa Ngôn ngữ, Văn hóa, Nghệ thuật Khmer Nam Bộ. 07 chương trình đạt kiểm định chất lượng giáo dục quốc tế FIBAA: Quản trị kinh doanh; Kinh tế; Luật, Kế toán và Tài chính ngân hàng, Thạc sĩ Quản trị kinh doanh, Thạc sĩ quản lý kinh tế thuộc Khoa Kinh tế – Luật; ngành công nghệ thông tin thuộc Khoa Kỹ thuật và Công nghệ đã kiểm định chất lượng ABET và đang tiếp tục mở rộng kiểm định chất lượng giáo dục quốc tế AUN, ABET, FIBAA cho các ngành học còn lại của Nhà trường.

### Đội ngũ giảng viên
Trường ĐHTV có lực lượng cán bộ quản lý và giảng viên đáp ứng yêu cầu về chuyên môn và phẩm chất đạo đức. Cụ thể:
- Về số lượng: đến tháng 3/2018, đội ngũ công chức, viên chức, giảng viên, người lao động của Trường ĐHTV, gồm có 1.308 người. Trong đó:
+ Giáo sư: 5 người, tỉ lệ: 0.38%,
+ Phó Giáo sư: 19 người, tỉ lệ: 1.45%
+ Tiến sĩ: 423 người, tỉ lệ: 32.34%
+ Thạc sĩ: 410 người tỉ lệ: 31.35%
+ Chuyên khoa I, II: 68 người, tỉ lệ: 5.20%
+ Đại học: 260 người, tỉ lệ: 19.88%
+ Cao đẳng: 54 người, tỉ lệ: 4.13%
+ Trình độ khác: 69 người, tỉ lệ: 5.28%
- Về chất lượng: Đảm nhận được khối lượng công việc hiện tại, nhưng cần phải được tăng cường cả về số lượng lẫn chất lượng trong thời gian ngắn nhằm kịp thời đáp ứng được tiến độ phát triển chung của Nhà trường. Cụ thể: Lực lượng cán bộ chủ chốt (Trưởng/Phó các 17 Chiến lược phát triển Trường ĐHTV giai đoạn 2018 – 2025, tầm nhìn 2030 đơn vị trực thuộc Trường) có kinh nghiệm quản lý được kế thừa từ Dự án Cao đẳng Cộng đồng Việt Nam – Canada và thường xuyên được cập nhật nghiệp vụ thông qua các chương trình bồi dưỡng, tập huấn. Tuy nhiên, về kinh nghiệm NCKH, lực lượng giảng viên có học vị tiến sĩ trở lên và giảng viên là nhà khoa học đầu ngành của Trường còn thiếu so với yêu cầu về hoạt động của Trường.

## Cơ cấu tổ chức

### Các hội đồng trường
Hội đồng trường
Hội đồng cấp trường 
- Hội đồng tư vấn
- Hội đồng khoa học và đào tạo

### Các khoa - viện
Hiện nay, TVU có các trường trực thuộc, khoa - viện đào tạo từ cao đẳng đến đại học và sau đại học:
- Trường Kinh tế, Luật
- Trường Ngôn ngữ - Văn hóa - Nghệ thuật Khmer Nam Bộ và Nhân văn
- Trường Y - Dược
- Viện Khoa học Công nghệ Môi trường (CEST)
- Viện Công nghệ Sinh học (Trung tâm Công nghệ sinh học thuộc Khoa Nông nghiệp Thủy sản)
- Viện Ngôn ngữ Ứng dụng và Phát triển Kỹ năng sống Victory (Hợp nhất Trung tâm tin học - ngoại ngữ Victory và Học viện văn hóa và ngôn ngữ Hàn Quốc King Sejong - Trà Vinh, dự kiến 2025)
- Viện Phát triển Nguồn lực (RDI)
- Viện đào tạo quốc tế (IEI)
- Khoa Kỹ thuật và Công nghệ (dự kiến thành lập Trường Kỹ thuật và Công nghệ vào 2025)
- Khoa Nông nghiệp Thủy sản (dự kiến thành lập Trường Nông nghiệp Thủy sản vào 2025)
- Khoa Khoa học Cơ bản
- Khoa Hóa học Ứng dụng
- Khoa Lý luận Chính trị
- Khoa giáo dục Thể chất và Thể thao (Bộ môn Giáo dục Thể chất thuộc Khoa Khoa học Cơ bản)
- Khoa Dự bị Đại học

### Các phòng - ban
Các phòng ban với nhiệm vụ chức năng khác nhau:
- Phòng Hành chính - Tổng hợp
- Phòng Đào tạo
- Phòng Tài chính
- Phòng Hợp tác Quốc tế
- Phòng Xúc tiến dự án
- Phòng Khoa học Công nghệ
- Phòng Đào tạo Sau Đại học
- Phòng Công tác Sinh viên - Học sinh
- Phòng Khảo thí
- Phòng Đảm bảo Chất lượng
- Phòng Thanh tra Pháp chế
- Phòng Quản trị Nhân sự
- Phòng Quản trị Thiết bị
- Phòng Truyền thông và Quảng bá Cộng đồng
- Phòng Công nghệ thông tin
- Văn phòng đại diện Trường Đại học Trà Vinh tại Vương quốc Campuchia
- Ban Quản lý Ký túc xá

### Các trung tâm và các đơn vị khác thuộc trường
- Trung tâm Giáo dục Quốc phòng và An ninh Đại học Trà Vinh
- Trung tâm Đào tạo nguồn nhân lực y tế theo nhu cầu xã hội (CRT)
- Trung tâm Đào tạo và Hợp tác Doanh nghiệp (CTEC)
- Trung tâm Đào tạo Liên Kết
- Trung tâm Dịch vụ việc làm
- Trung tâm Nghiên cứu Khoa học và Sản xuất Dịch vụ (CSP)
- Trung tâm phân tích - Kiểm nghiệm TVU (CPE)
- Trung tâm Nghiên cứu ứng phó biến đổi khí hậu và hỗ trợ phát triển cộng đồng (CRCS)
- Trung tâm tư vấn pháp luật
- Trung tâm Đổi mới - Sáng tạo và Khởi nghiệp
- Trung tâm học liệu - Hỗ trợ phát triển Dạy và Học
- Trung tâm phục vụ cộng đồng
- Trường Thực hành Sư phạm (TVLS)
- Bệnh viện trường đại học Trà Vinh
- Tạp chí Khoa học
- Vườn ươm doanh nghiệp tỉnh Trà Vinh
- Công ty TNHH MTV Đại học xanh, Trường Đại học Trà Vinh

### Đảng, đoàn thể
- Văn phòng Đảng ủy
- Công đoàn
- Đoàn Thanh niên - Hội Sinh viên

## Nghiên cứu khoa học
Công tác nghiên cứu khoa học được nhà trường đặc biệt chú trọng. Trong 5 năm trở lại đây, công tác nghiên cứu khoa học chuyển biến tích cực, trường đã triển khai thực hiện gần 100 đề tài ở các cấp thuộc các lĩnh vực nghiên cứu. Trong đó, có một số đề tài ứng dụng được chuyển giao khoa học công nghệ vào thực tiễn, tiêu biểu như: Mô hình sản xuất lúa chuẩn VietGap, mô hình Nuôi cấy phôi dừa sáp, mô hình sản xuất rau an toàn, mô hình sinh viên trồng dưa tự quản, mô hình trồng nấm bào ngư, mô hình nuôi cua biển tại Duyên Hải…, đã góp phần mang lại hiệu quả kinh tế nhất định trong sản xuất trên địa bàn Tỉnh. Đặc biệt việc biên soạn và đưa vào sử dụng bộ Từ điển song ngữ Việt – Khmer và Khmer – Việt với 84.000 từ, là bộ Từ điển song ngữ Việt – Khmer và Khmer – Việt đầu tiên và duy nhất tại Việt Nam được đánh giá cao và có ý nghĩa đặc biệt trong mối quan hệ hữu nghị Việt Nam – Campuchia.
Có hàng trăm bài báo khoa học của cán bộ giảng viên đăng trên các tạp chí trong nước và quốc tế. Từ năm 2011, trường được Bộ Thông tin và Truyền thông cấp phép xuất bản Tạp chí khoa học với chỉ số ISSN:1859-4816. Đến nay, Tạp chí khoa học của trường đã được Hội đồng Chức danh giáo sư ngành công nhận là một trong những tạp chí khoa học được tính điểm công trình cho ngành Văn hóa học và Văn học.

## Hợp tác quốc tế
Trên cơ sở kế thừa thành quả từ Dự án Cao đẳng Cộng đồng Việt Nam – Canada, cùng với định hướng phát triển đào tạo theo xu thế hội nhập quốc tế, xác định hợp tác quốc tế là một trong những nhiệm vụ chiến lược phát triển của nhà trường, nhà trường chủ động, tích cực trong việc thiết lập các mối quan hệ và đã chính thức ký kết, giao lưu hợp tác với gần 100 đối tác nước ngoài thuộc 18 quốc gia trên thế giới, hợp tác ở các lĩnh vực cụ thể như: Liên kết đào tạo; nghiên cứu khoa học, tổ chức diễn đàn, hội thảo khoa học; tiếp nhận và đưa giảng viên, sinh viên học tập, nghiên cứu; tiếp nhận tình nguyện viên; tiếp nhận các dự án tài trợ từ một số tổ chức giáo dục quốc tế.
TVU là thành viên của tổ chức CDIO – tổ chức đề xướng khuôn khổ giáo dục để nâng cao chất lượng đào tạo trong các trường đại học khối các ngành kỹ thuật trên toàn thế giới
Ngoài ra, TVU còn là thành viên thứ 151 – thành viên quốc tế duy nhất của Hiệp hội Cao đẳng Cộng đồng Canada (ACCC), nay là Hiệp hội các trường đại học, cao đẳng Canada (CICan). Là thành viên chính thức của UMAP (University Mobility in Asia and the Pacific) – Mạng lưới trao đổi sinh viên Châu Á Thái Bình Dương.

## Hợp tác doanh nghiệp (CO-OP), hỗ trợ khởi nghiệp
Sinh viên tham gia chương trình được cung cấp kinh nghiệm “nghề nghiệp”, mở rộng việc học ra khỏi phạm vi lớp học; được hưởng lương khi tham gia học kỳ CO-OP; học được cách tìm việc làm, các kỹ năng nghề nghiệp thực tế. TVU là nơi kết nối SV với doanh nghiệp, tạo cơ hội việc làm cho SV, chú trọng phát triển mạnh không gian sáng chế trong SV, giảng viên – khu makerspace, phát triển các nhóm SV nghiên cứu – IEEE Student Chapter tại TVU, các mô hình hợp tác xã SV, chi hội nông dân là SV, cùng các chính sách khuyến khích ươm mầm ý tưởng khởi nghiệp, nghiên cứu khoa học ứng dụng, chuyển giao công nghệ cùng các dịch vụ phục vụ, chia sẻ hướng về cộng đồng.
TVU có Trung tâm Dịch vụ việc làm kết nối sinh viên với doanh nghiệp, tổ chức Ngày hội việc làm hằng năm nhằm giới thiệu việc làm cho 100% sinh viên sau khi tốt nghiệp và các việc làm thêm cho sinh viên đang theo học.
TVU sớm mở rộng quỹ khởi nghiệp, quỹ nghiên cứu khoa học sinh viên cùng giảng viên phát triển các ý tưởng, nghiên cứu tạo ra các sản phẩm tốt hướng về cộng đồng như: nuôi thành công tôm sú bố mẹ sạch bệnh, nuôi cấy phôi dừa sáp thành công – đang tiếp tục nghiên cứu nuôi cấy mô dừa sáp, nuôi cấy thành công đông trùng hạ thảo, tạo ra các giống lúa chịu hạn mặn, chế tạo thiết bị xác định tỉ lệ sáp trong trái dừa, chế tạo máy đo thân nhiệt tự động, máy in 3D, xe máy điện, máy phay CNC; ứng dụng công nghệ IoT vào ruộng lúa, biên soạn và xuất bản thành công Bộ từ điển song ngữ Việt – Khmer, Khmer – Việt 84. 000 từ,.. cùng nhiều ý tưởng “khởi nghiệp xanh” độc đáo từ sinh viên tạo ra những sản phẩm thân thiện, an toàn, phục vụ cuộc sống.

## Học phí và học bổng
TVU có nhiều chính sách tốt hướng về người học như: chính sách miễn giảm học phí khi sinh viên theo học các ngành hệ chính quy: Sư phạm ngữ văn, Sư phạm tiếng Khmer, Giáo dục mầm non, Giáo dục tiểu học, Biểu diễn nhạc cụ truyền thống.
Trường thường xuyên cấp học bổng khuyến khích đặc biệt dành cho sinh viên nữ (tương đương 50% học phí toàn khóa học) là sinh viên nữ theo học các nhóm ngành kỹ thuật công nghệ. Học bổng từ các nhà tài trợ dành cho sinh viên vượt khó, học bổng khuyến khích học tập tốt, học bổng vượt khó. Hỗ trợ sinh viên vay vốn khởi nghiệp và thực hiện các chính sách sinh viên nghèo, sinh viên người dân tộc, sinh viên chính sách và sinh viên thuộc nhóm yếu thế…
Đặc biệt, Sinh viên là nữ học các ngành Kỹ thuật xây dựng công trình giao thông, Công nghệ kỹ thuật công trình xây dựng, Công nghệ kỹ thuật cơ khí, Công nghệ kỹ thuật điện – điện tử, Công nghệ kỹ thuật điều khiển và tự động hóa, Kỹ thuật cơ khí động lực, Công nghệ kỹ thuật ô tô, Khoa học vật liệu được cấp học bổng hàng năm tương đương 50% học phí; Công nghệ kỹ thuật hóa học được cấp học bổng hàng năm tương đương 30% học phí.

## Hệ sinh thái TVU
Phát triển mô hình Trường thực hành sư phạm với 4 cấp học từ Mầm non, Tiểu học, THCS và THPT trong một trường đại học và Khoa Ngôn ngữ, Văn hóa, nghệ thuật Khmer Nam bộ thực hiện các nhiệm vụ trọng điểm quốc gia, đào tạo nguồn nhân lực phục vụ cho sự phát triển cộng đồng người dân tộc với nhiều chính sách hướng về người học.
Trung tâm Học liệu được nhà trường bố trí với không gian rộng rãi, sạch sẽ, thoáng mát, hệ thống máy lạnh và nguồn sách phong phú hơn 100.000 đầu sách. Bên cạnh đó, Nhà trường trang bị hệ thống máy tính với 150 máy kết nối Internet dành cho các bạn sinh viên sử dụng hoàn toàn miễn phí để hỗ trợ việc học tâp, thư viện điện tử và số hóa các tài liệu học tập, sách, tạp chí … phục vụ sinh viên.
Ký túc xá trường Đại học Trà Vinh với sức chứa 3.500 chỗ được xây trong khuôn viên trường, xanh, sạch, đẹp, tiện nghi, an toàn cho sinh viên. Đây là điều kiện giúp sinh viên an tâm trong việc ăn, ở đi lại, đến lớp, tham gia học nhóm, đến thư viện, tham gia hoạt động thể dục thể thao, vui chơi giải trí của Nhà trường, giảm bớt lo lắng về khoản chi phí nhà ở, giảm bớt gánh nặng cho gia đình.
Thực hiện tốt mô hình đào tạo nhân lực y tế từ trường học – bệnh viện và đã đầu tư bệnh viện với khu điều trị nội trú 50 giường, phòng khám đa khoa, khu khám & điều trị răng hàm mặt, phòng khám nhi,… được đầu tư trang thiết bị hiện đại, để khám, điều trị bệnh theo nhu cầu và cũng là nơi nghiên cứu khoa học về y học, đào tạo cán bộ y tế và là cơ sở thực hành cho sinh viên thực tập, rèn luyện kỹ năng nghề nghiệp trong quá trình đào tạo tại Trường ĐH Trà Vinh đảm bảo kết hợp giữa “giảng dạy – thực hành – nghiên cứu và y đức”, đồng thời chăm sóc sức khỏe tốt cho sinh viên và cộng đồng.

## Khen thưởng
- Huân chương Lao động hạng Ba (2014), hạng Nhì ( 2019)[11]
- Cờ thi đua cho tập thể Trường “Đã có thành tích tiêu biểu, xuất sắc trong phong trào thi đua năm 2021”
- Giải thưởng chuyển đổi số Việt Nam 2022 với hạng mục doanh nghiệp, đơn vị sự nghiệp chuyển đổi số xuất sắc (2022)[12]